# Heinkel He 60
L'Heinkel He 60 "Seefalke" fu un idrovolante a scarponi da ricognizione monomotore biplano sviluppato dall'azienda aeronautica tedesca Ernst Heinkel Flugzeugwerke AG nei primi anni trenta.
Destinato ai reparti della Luftwaffe che operavano in collaborazione con la Kriegsmarine, fu concepito come equipaggiamento delle navi da battaglia nel ruolo di ricognitore catapultabile terminando il servizio, superato da modelli più recenti, nei primi anni quaranta come aereo da addestramento.

## Storia del progetto
Nell'ambito della ricostituzione della propria aeronautica militare con velivoli di nuova tecnologia, nei primi anni trenta il neoistituito Reichsluftfahrtministerium (RLM), il ministero deputato alla gestione dell'intera aviazione civile e militare della Germania del periodo, emise una specifica per la fornitura di un nuovo 
modello di idrovolante catapultabile destinato ad operare dalle unità maggiori della Kriegsmarine, la marina militare tedesca del periodo, al fine di aumentare le capacità di intercettazione di unità nemiche. Tra le caratteristiche richieste la capacità di operare dalla superficie dell'acqua in mare aperto ed una sufficiente robustezza strutturale per essere issato a bordo tramite una gru.
Per soddisfare tale necessità Ernst Heinkel, titolare dell'omonima azienda aeronautica, affidò il progetto all'ingegner Reinhold Mewes, che già aveva disegnato il precedente He 59, il quale concepì un idrovolante a scarponi dall'impostazione convenzionale, un monomotore in configurazione traente, biposto, dalla velatura biplana, realizzato in tecnica mista.
Il primo prototipo realizzato venne portato in volo nei primi mesi del 1933, equipaggiato con un motore BMW VI da 660 hp (492 kW) che si rivelerà sottopotenziato per il ruolo che era destinato a ricoprire. Ne seguì un secondo, motorizzato con una versione più potente del motore BMW, ma le prove in volo rivelarono che le prestazioni erano migliorate solo marginalmente, al prezzo di una minor affidabilità dell'unità propulsiva. Ciò nonostante l'RLM ritenne soddisfacenti le prestazioni ed ordinò che il modello fosse prodotto in serie con il motore originale. In seguito, nel tentativo di migliorare le prestazioni generali del modello, ad una cellula venne abbinato un Daimler-Benz DB 600 ma, benché le prestazioni fossero migliorate, a causa della scarsa disponibilità del motore non poterono concretizzarsi le premesse per una produzione in serie.

## Impiego operativo
Una versione disarmata dell'He 60 iniziò ad essere consegnata ai reparti da addestramento della Kriegsmarine nel giugno 1933 dove, come già evidenziato nelle prime prove di volo, il modello si rivelò lento nell'effettuare le manovre e potenzialmente vulnerabile al fuoco nemico.
La principale versione prodotta, l'He 60C, iniziò ad essere consegnata ai reparti imbarcati su tutti gli incrociatori della Kriegsmarine nel 1934.  Nello stesso periodo venne utilizzato in conduzioni operativa dai reparti della Legione Condor affiancando le forze nazionaliste durante la Guerra civile spagnola.
Dal 1939 iniziò ad essere sostituito in servizio sulle unità navali prima dal più recente He 114 e subito dopo dall'efficace Arado Ar 196, ricoprendo tuttavia incarichi di prima linea come equipaggiamento degli Staffeln di perlustrazione costiera all'inizio della Seconda guerra mondiale.
Oramai dichiarati superati, nel 1940 vennero ritirati dalla prima linea e destinati alle scuole di volo, per essere tuttavia riutilizzati in azione durante le prime fasi dell'operazione Barbarossa nel 1941, con il compito di controllare le coste affacciate al Mar Baltico ed al Mar Mediterraneo.
Tutti gli esemplari ancora in condizioni di volo rimasero in servizio fino all'ottobre 1943, data della loro definitiva radiazione.

## Versioni
- He 60a - primo prototipo
- He 60b - secondo prototipo
- He 60c - terzo prototipo

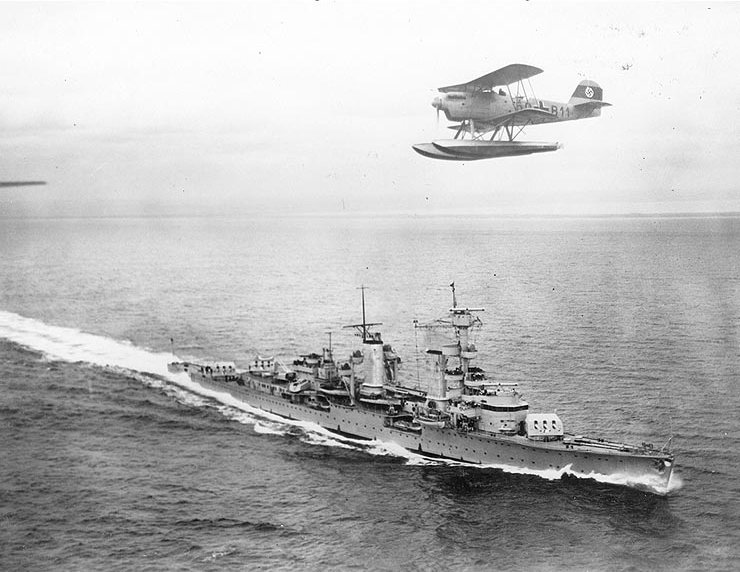
Un He 60 sorvola l'incrociatore leggero Köln.

- He 60 A - versione di preproduzione, 14 esemplari costruiti
- He 60 B - prima versione di serie
  - He 60 B-3 - versione dotata di motorizzazione Daimler-Benz DB 600C da 850 CV (634 kW)
- He 60 C - versione migliorata
- He 60 D - versione da addestramento non armata

## Utilizzatori
Germania
- Luftwaffe
  - Legione Condor

 Spagna
- Ejército del Aire

### Pubblicazioni
- Heinkel He 60, in Aerei da guerra, Ginevra - Novara, Edito Service S.A. - Istituto Geografico De Agostini, 1993.